# 예스페르 뇌데스보
예스페르 브리안 뇌데스보(덴마크어: Jesper Brian Nøddesbo, 1980년 10월 23일 ~ )는 덴마크의 핸드볼 선수로 포지션은 피벗이다. 현재 덴마크 핸드볼 리그의 비에링브로-실케보르 혼볼 소속으로 뛰고 있다.